# Armée nationale sihanoukiste
Au cours du conflit cambodgien (1978-1999), plus de dix mille partisans de Norodom Sihanouk fondèrent l'Armée nationale sihanoukiste (ANS), laquelle constituait alors le bras armé du FUNCINPEC. Cette armée est dirigée par Norodom Ranariddh.